# Diplazon pullatus
Diplazon pullatus là một loài tò vò trong họ Ichneumonidae.